# Generationals
Generationals — американский музыкальный коллектив, работающий в жанре инди-поп. Образован Тедом Джойнером (Ted Joyner) и Грантом Уидмером (Grant Widmer) в Новом Орлеане в 2008 году.

## История
Джойнер и Уидмер познакомились и стали друзьями, будучи подростками, и с тех пор музицировали вместе, а по окончании школы основали квинтет The Eames Era, в который также вошли сокурсники по Университету штата Луизиана. Коллектив прекратил существование в 2008 году, после того как двое участников переехали в Чикаго, и тогда давние приятели объединились в дуэт, названный Generationals. 21 июля 2009 года они выпустили дебютную пластинку Con Law на лейбле Park the Van. Трек «When They Fight, They Fight» из этого альбома прозвучал в фильме «Мой придурочный брат», а для саундтрека романтической комедии «На расстоянии любви» дуэт записал песню «Either Way».
Мини-альбом Trust (2010) был записан с барабанщицей Тесс Брунет (также известной под псевдонимами Animal Electric и Au Ras Au Ras) и назван в числе лучших EP года в блоге радиостанции KCRW. Вторая студийная работа дуэта Actor-Caster вышла в марте 2011 года.

## Дискография
Студийные альбомы
- Con Law (2009)
- Actor-Caster (2011)
- Heza (2013)
- Alix (16 сентября 2014)

Мини-альбомы
- Trust (2010)
- Medium Rarities (2011)
- Lucky Numbers (2012)

## Видеоклипы
- «Angry Charlie» на YouTube
- «Ten-Twenty-Ten» на YouTube
- «Yours Forever» на YouTube
- «Put a Light On» на YouTube
- «Spinoza» на YouTube
- «Say When» на YouTube
- «I Turned My Back on the Written Word» на YouTube